# テオゲネス

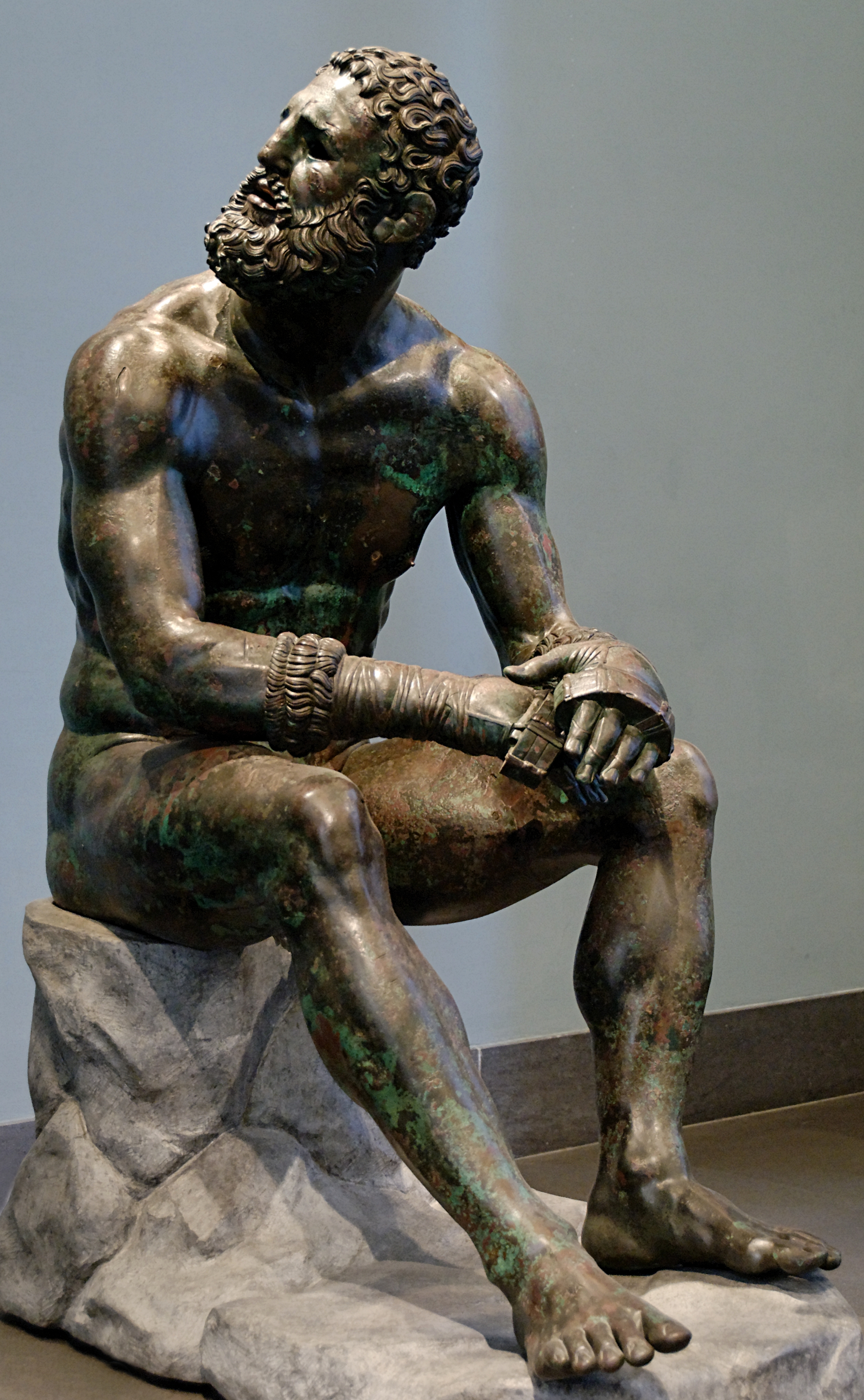
テオゲネスをモデルにしたとされる銅像「拳闘士の休息」

テオゲネス（英:Theogenes、古希:Θεογένης）もしくはテオジニスは、古代ギリシアのボクサー、パンクラチオン選手。タソス島のヘーラクレースの神官でもあった。

## 来歴
テオゲネスはタソス島でヘーラクレースに仕える神官であり、夫がヘーラクレースに変装して妻と性交するという聖婚崇拝により、ヘーラクレースの子供であるとも考えられていた。
テオゲネスは子供の頃から、その並外れた強さと速さで知られ、9歳の時にアゴラから神の銅像を持ち帰ったとされている。
成長するにつれて、彼はあらゆる競技会で名声を博し、古代オリンピックでは紀元前480年にボクシングで優勝、紀元前476年にパンクラチオンで優勝。ピューティア大祭ではボクシングで3回優勝。イストミア大祭ではボクシングで9回優勝、パンクラチオンで1回優勝。ネメア祭ではボクシングで9回優勝した。また、ボクシングでの1400あまりの試合に勝利する過程で数多くの対戦相手を殺したと言われている。
その偉業を讃え、オリンピアやデルフィ、故郷のタソス島に彼の彫像が建てられ、その台座にはテオゲネスが戦った試合の記録と、12行に渡る彼を讃える賛歌が彫られている。

## テオゲネス像の伝説
パウサニアスは『ギリシア案内記』において、アイギナ島の彫刻家グラウシアスによって制作されたテオゲネスの彫像についてのエピソードを次のように語っている。
テオゲネスが亡くなると、ある夜に、彼に敗北したことに恨みを抱くひとりの男がやってきて、復讐のためテオゲネスの像を鞭で打った。しかし、鞭を打っている最中に像が突然倒れかかってきて、像の下敷きになったその男は死んでしまった。テオゲネスの像は殺人罪で裁判にかけられ、有罪となり、追放刑で海に沈められた。その後、タソス島では凶作が続き、穀物が取れなくなってしまった。デルポイの神託所へ使者を送ってピューティアーの神託を伺うと、テオゲネスの像を元の場所に戻すまで凶作は続くというものだった。しかし、海中のどこにテオゲネス像が沈んでいるのか見当が付かず、途方に暮れていたところ、幸いなことに、漁に出ていた漁師が網に引っかかったテオゲネス像を持ち帰り、像を元の場所に戻すと凶作は収まった。
タソス島でこの像は人々から崇拝されるようになり、病の治癒効果があると言われ、その後ギリシア各地でテオゲネスの像が建てられるようになった。